# Clayville
Clayville es una villa ubicada en el condado de Oneida en el estado estadounidense de Nueva York. En el año 2000 tenía una población de 445 habitantes y una densidad poblacional de 375 personas por km².

## Geografía
Clayville se encuentra ubicada en las coordenadas 42°58′29″N 75°15′0″O / 42.97472, -75.25000.

## Demografía
Según la Oficina del Censo en 2000 los ingresos medios por hogar en la localidad eran de $32,054, y los ingresos medios por familia eran $39,500. Los hombres tenían unos ingresos medios de $26,528 frente a los $18,250 para las mujeres. La renta per cápita para la localidad era de $14,935. Alrededor del 12.5% de la población estaban por debajo del umbral de pobreza.